# Molpadiodemas morbillus
Molpadiodemas morbillus is een zeekomkommer uit de familie Synallactidae.
De wetenschappelijke naam van de soort werd in 2005 gepubliceerd door Mark O'Loughlin & Cynthia Ahearn.